# НХЛ в сезоне 1969/1970

## События
- 6 июня 1969 года. В обмен на Гэрри Монахэна, «Монреаль Канадиенс» получили из «Детройт Ред Уингз» Питера Маховлича.
- 11 июня 1969 года. На ежегодном летнем драфте НХЛ, «Чикаго Блэк Хокс» забрали из «Монреаль Канадиенс» голкипера Тони Эспозито за $25.000 долларов.
- 30 октября 1969 года. Новичок «Филадельфия Флайерз» Бобби Кларк забросил свою первую шайбу в карьере в матче «Нью-Йорк Рейнджерс» — «Филадельфия» 3:3.
- 29 декабря 1969 года. Чарли Бернс стал новым старшим тренером «Миннесоты Норт Старз». Спустя два месяца он сам начал выходить на лед, став последним играющим тренером в истории НХЛ.
- 29 марта 1970 года. В поединке «Чикаго» — «Торонто» 4:0, голкипер «Блэк Хокс» Тони Эспозито записал на свой счет 15 «сухой» матч в сезоне — абсолютный рекорд для вратарей-новичков и рекорд нашего времени.
- 22 мая 1970 года. «Баффало Сейбрз» и «Ванкувер Кэнакс» официально включены в состав НХЛ.
- 5 апреля 1970 года. Бобби Орр («Бостон») сделал одну передачу в матче против «Торонто Мейпл Лифс» (3:1) и набрав 120 очков в 76 матчах стал первым защитником в истории НХЛ выигравшим Арт Росс Трофи, вручаемый самому результативному хоккеисту лиги.

## Регулярный сезон

### Обзор
Показав результат +38=16-22, «Монреаль Канадиенс», обладатели Кубка Стэнли предыдущего сезона, тем не менее не сумели пробиться в плей-офф, что случилось с ними впервые за предыдущие 22 года.
«Канадиенс» имели точно такие же показатели как и «Нью-Йорк Рейнджерс», но из-за худшей разницы заброшенных и пропущенных шайб заняли в итоге лишь пятое место в Восточном дивизионе, где победителями, благодаря большему количеству побед стали «Чикаго Блэк Хокс».
«Бостон Брюинз» финишировали вторыми, хотя их защитник Бобби Орр стал первым хоккеистом в истории лиги выигравшим сразу четыре индивидуальных трофея — Харта, Норриса, Росса, а также Смайта в плей-оффе.
В Западной дивизионе Скотти Боумэн, старший тренер «Сент-Луис Блюз», снова привёл команду к первому месту, затем «Блюз» в третий год подряд дошли до финала Кубка Стэнли, но снова не сумели выиграть хотя бы раз, проиграв «Бостону».

### Турнирная таблица
| #                  | Команда              | Игр | В  | Н  | П  | ШЗ  | ШП  | Очки |
| ------------------ | -------------------- | --- | -- | -- | -- | --- | --- | ---- |
| Восточный дивизион |                      |     |    |    |    |     |     |      |
| 1                  | Чикаго Блэк Хокс     | 76  | 45 | 9  | 22 | 250 | 170 | 99   |
| 2                  | Бостон Брюинз        | 76  | 40 | 19 | 17 | 277 | 216 | 99   |
| 3                  | Детройт Ред Уингз    | 76  | 40 | 15 | 21 | 246 | 199 | 95   |
| 4                  | Нью-Йорк Рейнджерс   | 76  | 38 | 16 | 22 | 246 | 189 | 92   |
| 5                  | Монреаль Канадиенс   | 76  | 38 | 16 | 22 | 244 | 201 | 92   |
| 6                  | Торонто Мейпл Лифс   | 76  | 29 | 13 | 34 | 222 | 242 | 71   |
| Западный дивизион  |                      |     |    |    |    |     |     |      |
| 1                  | Сент-Луис Блюз       | 76  | 37 | 12 | 27 | 224 | 179 | 86   |
| 2                  | Питтсбург Пингвинз   | 76  | 26 | 12 | 38 | 182 | 238 | 64   |
| 3                  | Миннесота Норт Старз | 76  | 19 | 22 | 35 | 224 | 257 | 60   |
| 4                  | Оклэнд Силз          | 76  | 22 | 14 | 40 | 169 | 243 | 58   |
| 5                  | Филадельфия Флайерз  | 76  | 17 | 24 | 35 | 197 | 225 | 58   |
| 6                  | Лос-Анджелес Кингз   | 76  | 14 | 10 | 52 | 168 | 290 | 38   |

## Плей-офф

### Обзор
В третий год подряд «Сент-Луис Блюз» стали участниками финала Кубка Стэнли, но на сей раз им пришлось встретиться с главными фаворитами «Бостон Брюинз», ведомыми Бобби Орром.
«Брюинз» крайне легко обыграли «Блюз» в первых трёх матчах, после чего лишь знаменитый гол Орра в полёте на 40-й секунде овертайма четвертого поединка поставил точку в серии.
Орр стал обладателем Конн Смайт Трофи, а «Брюинз» выиграли свой первый Кубок Стэнли за последние 29 лет.
Самым результативным хоккеистом плей-офф стал нападающий «Бостона» Фил Эспозито, установивший новый рекорд НХЛ — 27 очков (13+14) в 14 матчах.

### ¼ финала
| - 8 апреля. Бостон — НЙ Рейнджерс 8:2 - 9 апреля. Бостон — НЙ Рейнджерс 5:3 - 11 апреля. НЙ Рейнджерс — Бостон 4:3 - 12 апреля. НЙ Рейнджерс — Бостон 4:2 - 14 апреля. Бостон — НЙ Рейнджерс 3:2 - 16 апреля. НЙ Рейнджерс — Бостон 1:4 Итог серии: Бостон — НЙ Рейнджерс 4-2 | - 8 апреля. Ст. Луис — Миннесота 6:2 - 9 апреля. Ст. Луис — Миннесота 2:1 - 11 апреля. Миннесота — Ст. Луис 4:2 - 12 апреля. Миннесота — Ст. Луис 4:0 - 14 апреля. Ст. Луис — Миннесота 6:3 - 16 апреля. Миннесота — Ст. Луис 2:4 Итог серии: Ст. Луис — Миннесота 4-2 |
| - 8 апреля. Чикаго — Детройт 4:2 - 9 апреля. Чикаго — Детройт 4:2 - 11 апреля. Детройт — Чикаго 2:4 - 12 апреля. Детройт — Чикаго 2:4 Итог серии: Чикаго — Детройт 4-0 | - 8 апреля. Питтсбург — Оклэнд 2:1 - 9 апреля. Питтсбург — Оклэнд 3:1 - 11 апреля. Оклэнд — Питтсбург 2:5 - 12 апреля. Оклэнд — Питтсбург 2:3 ОТ Итог серии: Питтсбург — Оклэнд 4-0                                                                                    |

### ½ финала
| - 19 апреля. Чикаго — Бостон 3:6 - 21 апреля. Чикаго — Бостон 1:4 - 23 апреля. Бостон — Чикаго 5:2 - 26 апреля. Бостон — Чикаго 5:4 Итог серии: Чикаго — Бостон 0-4 | - 19 апреля. Ст. Луис — Питтсбург 3:1 - 21 апреля. Ст. Луис — Питтсбург 4:1 - 23 апреля. Питтсбург — Ст. Луис 3:2 - 26 апреля. Питтсбург — Ст. Луис 2:1 - 28 апреля. Ст. Луис — Питтсбург 5:0 - 30 апреля. Питтсбург — Ст. Луис 3:4 Итог серии: Ст. Луис — Питтсбург 4-2 |

### Финал
- 3 мая. Ст. Луис — Бостон 1:6
- 5 мая. Ст. Луис — Бостон 2:6
- 7 мая. Бостон — Ст. Луис 4:1
- 10 мая. Бостон — Ст. Луис 4:3 ОТ

Итог серии: Ст. Луис — Бостон 0-4

## Статистика
По итогам регулярного чемпионата
- Очки

1. Бобби Орр (Бостон) — 120

- Голы

1. Фил Эспозито (Бостон) — 43

- Передачи

1. Бобби Орр (Бостон) — 87

- Штраф

1. Кейт Магнусон (Чикаго) — 213

## Индивидуальные призы
| Приз                                                            | Победители               |
| --------------------------------------------------------------- | ------------------------ |
| Харт Трофи (лучшему игроку сезона)                              | Бобби Орр (Бостон)       |
| Везина Трофи (лучшему вратарю)                                  | Тони Эспозито (Чикаго)   |
| Джеймс Норрис Трофи (лучшему защитнику)                         | Бобби Орр (Бостон)       |
| Леди Бинг Трофи (за джентльменскую игру)                        | Фил Гойе (Ст. Луис)      |
| Калдер Мемориал Трофи (лучшему новичку)                         | Тони Эспозито (Чикаго)   |
| Конн Смайт Трофи (лучшему игроку плей-офф)                      | Бобби Орр (Бостон)       |
| Билл Мастертон Трофи (за мастерство и преданность хоккею)       | Пит Мартин (Чикаго)      |
| Арт Росс Трофи (лучшему бомбардиру)                             | Бобби Орр (Бостон)       |
| Лестер Патрик Трофи (за выдающийся вклад развития хоккея в США) | Эдвард Шор, Джеймс Хенди |